# Harrison County, Texas
Harrison County är ett administrativt område i delstaten Texas, USA, med 65 631 invånare (2010). Den administrativa huvudorten (county seat) är Marshall. 

## Geografi
Enligt United States Census Bureau har countyt en total area på 2 370 km². 2 328 km² av den arean är land och 41 km² är vatten. 

### Angränsande countyn
- Marion County - norr
- Caddo Parish, Louisiana - öster
- Panola County - söder
- Rusk County - sydväst
- Gregg County - väster
- Upshur County - nordväst